# Wehrbauer
Wehrbauer (pronunciación en alemán: [ˈveːɐ̯ˌbaʊ.ɐ], campesino defensivo), en plural Wehrbauern, es un término alemán para los colonos que viven en las fronteras de un reino, a quienes se les encomendó retener a los invasores extranjeros hasta la llegada de los refuerzos militares adecuados. A su vez se les concedió libertades especiales. Los Wehrbauern se usaron principalmente en las franjas orientales del Sacro Imperio Romano y más tarde en Austria-Hungría para frenar los ataques del Imperio Otomano. Este término histórico fue desenterrado y usado por los nazis en la Segunda Guerra Mundial.

## Etimología
El despliegue de "Wehrbauern" se registra por primera vez en el Imperio Bizantino, que en el siglo VII trató de defenderse con pobladores locales, más tarde llamados Stratioti (soldados) contra los ataques del este y del sur.
En Austria-Hungría establecieron Wehrbauern alrededor de Croacia en la década de 1530 para detener las invasiones de los turcos otomanos y se utilizaron para estos fines hasta que se convirtieron en algo obsoleto en el siglo XIX con el establecimiento de ejércitos permanentes.
Cuando, durante la guerra de los 30 años, las batallas y las incursiones fueron comunes en toda su tierra, el Sacro Imperio Romano tuvo que hacer un mayor uso de Wehrbauern en otras regiones del imperio también.
En el siglo XX, el término resurgió y fue utilizado por las SS para referirse a los soldados designados como colonos para las tierras conquistadas durante las invasiones alemanas de Polonia y la Unión Soviética.

## Wehrbauern de las SS

### Ideología
El concepto era anterior a los nazis, y la Liga Artaman enviaba niños urbanos al campo, no solo por la experiencia, sino como un núcleo de los futuros Wehrbauern.
El objetivo nazi de colonizar el este de Europa conquistado de acuerdo con la ideología del Lebensraum de Hitler se lograría a través de estos campesinos-soldado, que fueron planeados para actuar como colonos y también como soldados que defenderían las nuevas colonias alemanas de la población eslava circundante en casos de insurgencia. Se les encargaría no extender la civilización sino evitar que surgiera fuera de sus asentamientos; Cualquier civilización, que no fuera alemana, desafiaría a Alemania. Se hizo una comparación histórica con los Ordensburgen de las órdenes militares medievales alemanas, que se establecieron para fortificar el territorio contra los nativos paganos bálticos.
A partir de 1938, las SS intensificaron el adoctrinamiento ideológico del Servicio a la Tierra de las Juventudes Hitlerianas (HJ-Landdienst). Promulgaban su ideal del Wehrbauer alemán. Las escuelas superiores fueron creadas bajo el control de las SS para formar una élite agraria nazi que fue entrenada de acuerdo con el principio del Blut und Boden.
El plan de las SS para el genocidio y la colonización de los territorios de la Unión Soviética fue titulado Generalplan Ost (Plan General del Este). Este plan proyectó el asentamiento de 10 millones de "germanos" de alto valor racial (alemanes, holandeses, flamencos, escandinavos e ingleses) en estos territorios en un período de 30 años, mientras que alrededor de 30 millones de eslavos y bálticos debían ser asimilados o ser deportados a Siberia para dar cabida a los recién llegados. El Volksdeutsche, así como los alemanes del Volga, también serían asentados. Sin embargo, el Ministerio de Asuntos Exteriores alemán sugirió que la población racialmente no deseada debería trasladarse a Madagascar y a África Central tan pronto como Alemania recuperara las colonias perdidas en el Tratado de Versalles.
"Es la empresa de colonización más grande que el mundo jamás haya visto vinculada a una tarea noble y esencial, la protección del mundo occidental contra una erupción de Asia. Cuando haya logrado eso, el nombre de Adolf Hitler será el más grande en la historia germánica, y me ha encargado que lleve a cabo la tarea." - Heinrich Himmler
Desde una perspectiva histórica, el concepto de las SS del Wehrbauer fue una referencia deliberada al modelo de frontera militar sostenida por el Imperio de los Habsburgo contra las incursiones de los turcos de Osman. Himmler también creía que durante el período de migración temprana y la expansión alemana hacia el este de la Edad Media, el campesino germánico conquistador, además de llevar la agricultura, defendió su tierra con armas; El modelo de Wehrbauer intentaba revivir esta costumbre.

### Asentamiento
En el Gobierno General (compuesto enteramente por territorios polacos de antes de la guerra) se debían establecer varias "áreas de asentamiento" (en alemán: Siedlungsgebiet), centradas en las seis Teilräume ("regiones espaciales") de Cracovia, Varsovia, Lublin, Lviv/Lwów (en alemán: Lemberg), Bialystok y Litzmannstadt (Lódz). La colonización de los antiguos territorios de la URSS se llevó a cabo mediante la creación de tres grandes "marcas de asentamiento" (en alemán: Siedlungsmark), también llamadas Reichsmarken ("marcas del Reich"). Los "puntos de asentamiento" más pequeños (en alemán: Siedlungsstützpunkt), así como una serie de "cadenas de asentamiento" (en alemán: Siedlungsperlen, que significa literalmente "perlas de asentamiento") también establecidas en el este.

#### Siedlungsmarken
Las marcas de asentamiento se separaron de la administración civil del Ministerio del Reich para los Territorios Ocupados del Este y Reichskommissariats y se entregaron a la custodia del Reichsführer-SS, que debía nombrar a un SS- und Polizeiführer para la región, y también distribuyeron feudos temporales y hereditarios, e incluso la propiedad permanente de la tierra para los colonos.
En un plazo de 25 años, las poblaciones de Ingria (en alemán: Ingermanland), la región de Memel-Narew (es decir, el distrito de Bezirk Bialystok y Lituania occidental), y el sur de Ucrania y la península de Crimea (que pasaría a llamarse Gotengau en honor a los godos de Crimea) se convertirían al menos en un 50% alemanas.

#### Siedlungsstützpunkte
Además de las marcas de asentamiento, se planearon establecer 36 puntos de asentamiento, pero el único que llegó a establecerse fue el de Hegewald, en las cercanías de Zhitómir en la Ucrania ocupada. La población de estos puntos sería de aproximadamente un 20-30% de alemanes. En el centro de cada punto debía haber una ciudad alemana planificada de 20.000 habitantes, y debían estar rodeados por aldeas alemanas ubicadas en un radio de 5 a 10 km. Las aldeas debían garantizar a los alemanes étnicos el control sobre todos los nodos principales de carreteras y ferrocarriles.

#### Siedlungsperlen

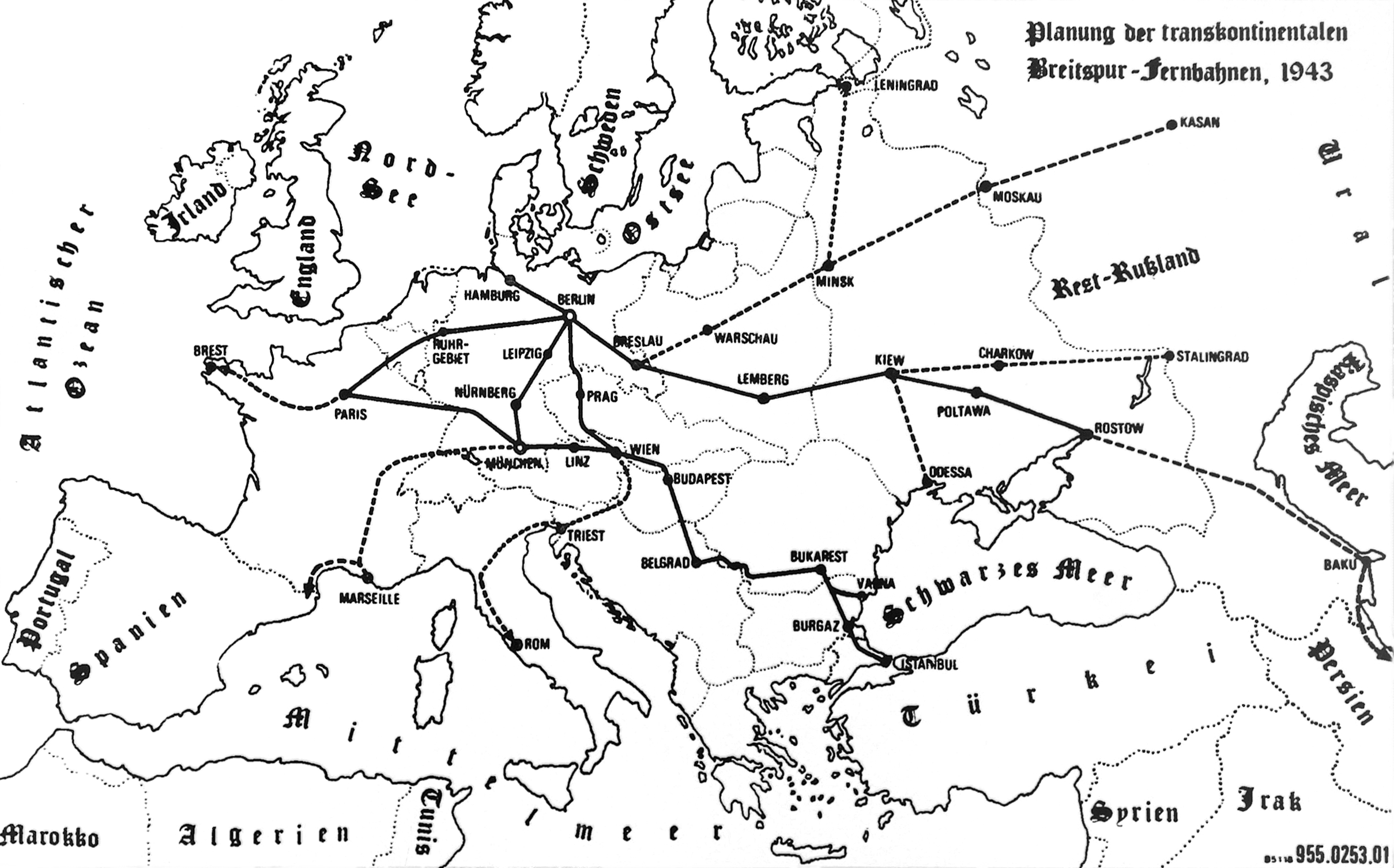
La red ferroviaria (Breitspurbahn) planificada, con tres líneas de ferrocarril hacia el este propuestas en territorio ruso.

Las cadenas de asentamiento debían ubicarse a lo largo de las rutas Cracovia-Lviv-Zhitomir-Kiev, Leningrado-Mogilev-Kiev, y Zhitomir-Vínnitsa-Odesa (sin embargo, Odesa fue entregada a Rumanía en el transcurso de la Operación Barbarroja). Éstas estarían conectadas por un importante sistema de autopistas, a lo largo de las carreteras donde se planeaba construir nuevas ciudades alemanas aproximadamente cada 100 kilómetros. Se proyectaron nuevas extensiones hacia el Don y el Volga, y finalmente hacia las montañas de los Urales. Los planes para la red ferroviaria de gran tamaño denominada Breitspurbahn propuesta por los nazis previeron que estos ferrocarriles tendrían extensiones que se extenderían tan hacia el este como Kazán, Stalingrado y Bakú como posibles estaciones, así como otro conjunto concebible de "cadenas" a lo largo de las cuales colocar asentamientos.

### La comunidad campesina de soldados
Los campesinos-soldado serían principalmente veteranos de primera línea de las SS y miembros de la Allgemeine-SS, a los que se les suministraría armas para la defensa armada de sus respectivas comunidades. En octubre de 1939, Himmler declaró que los asentamientos alemanes en Polonia se dividirían entre diferentes grupos culturales y lingüísticos alemanes, como los suabos, los franconios, westfalianos y los bajos sajones.
La fundación de los asentamientos debía ser financiada con los ahorros obligatorios de los miembros de las SS. Cada asentamiento debía planearse por adelantado (las aldeas soviéticas vaciadas de sus habitantes anteriores debían ser destruidas) y debían abarcar de 30 a 40 fincas, cada una de 121.5 hectáreas; una sede del NSDAP; una casa señorial para las SS o el líder del partido; un centro de instrucción agrícola; una casa para una enfermería comunitaria; y un cine. Las casas del asentamiento debían construirse "como en los viejos tiempos", con dos o tres líneas de piedra de espesor. Los baños y las duchas estaban disponibles en todas las casas.
También se calculó la cantidad exacta de armas entregadas a cada campesino-soldado. La mansión fue planeada para ser ocupada por un líder  emérito de las SS o del NSDAP, elegido por sus cualidades como hombre y como soldado: este individuo debía ser el líder (en alemán: Leiter) del asentamiento, actuando en el lado administrativo como burgomaestre y en el lado del partido como líder político de la comunidad, combinando efectivamente las jurisdicciones del Partido y el Estado. También debía actuar como el comandante militar de una fuerza del tamaño de una compañía compuesta por los campesinos de la comunidad, sus hijos y los trabajadores.
A diferencia de las aldeas agrícolas medievales, las comunidades Wehrbauer fueron planeadas para no tener ninguna iglesia. Himmler declaró que si el clero adquiriera dinero para construir iglesias por su cuenta en estos asentamientos, después las SS tomarían los edificios y los transformarían en "lugares sagrados germánicos".
Durante uno de sus muchas conversaciones en cenas privadas, Hitler presentó su visión del campesino-soldado. Después de doce años de servicio militar, los soldados de las familias campesinas recibirían granjas completamente equipadas y ubicadas en el este conquistado. Los últimos dos años de servicio militar se centrarían en la educación agrícola. No se le debía permitir al soldado casarse con una mujer de ciudad, sino sólo con una mujer campesina que, de ser posible, no hubiera comenzado a vivir en una ciudad con él. Esto les permitiría vivir los principios del Blut und Boden. Además, sería prioritario para las familias numerosas. Por lo tanto, Hitler declaró que "nuevamente encontraremos en el campo la bendición de numerosas familias. Mientras que la ley actual de herencia rural despoja a los hijos menores. En el futuro, el hijo de cada campesino estará seguro de tener su parcela de terreno". Hitler también creía que los suboficiales serían maestros ideales para las escuelas primarias de estas comunidades utópicas. Aunque Himmler quería que estos asentamientos fueran totalmente agrarios, Hitler planeaba introducirles ciertos tipos de industria a pequeña escala. En el momento de su 54.º cumpleaños, Hitler tuvo una discusión con Albert Speer y Karl-Otto Saur sobre un diseño que había dibujado personalmente para un búnker para seis personas que se iba a usar en el Muro del Atlántico, con ametralladoras, un cañón antitanque, y lanzallamas - este diseño también se usaría para fines de defensa en la "frontera este de Alemania en lo más profundo de Rusia" donde probablemente se habrían colocado los pueblos de "cadenas de asentamientos" del Wehrbauer, en el extremo oriental. Si el Eje hubiera derrotado completamente a los soviéticos, podría haber existido la posibilidad de que solo existieran fuerzas soviéticas remanentes, o las extremidades ubicadas en el noroeste de Siberia de los territorios de la Esfera de Coprosperidad del Japón Imperial, yendo hacia el este más allá de esa frontera.